# Otto Tannenberg
Otto Richard Tannenberg (* im 19. Jahrhundert; † im 20. Jahrhundert) war ein deutscher Geograph und Pangermanist.
Tannenberg war ein Vordenker des Nationalsozialismus bzw. beeinflusste Heinrich Himmler mit seinem Buch Groß-Deutschland (1911), in dem er für ein Deutschland warb, das die Niederlande, Belgien, Lothringen, Polen und das Baltikum umfasst. Das Buch wurde in mehrere Sprachen übersetzt und besonders in romanischsprachigen Ländern rezipiert.
Nach ihm war die Braunkohlengrube Otto Tannenberg in Körbisdorf benannt.

## Veröffentlichungen
- Gross-Deutschland, die Arbeit des 20. Jahrhunderts. Verlag B. Volger, Leipzig 1911.